# カンキツかいよう病

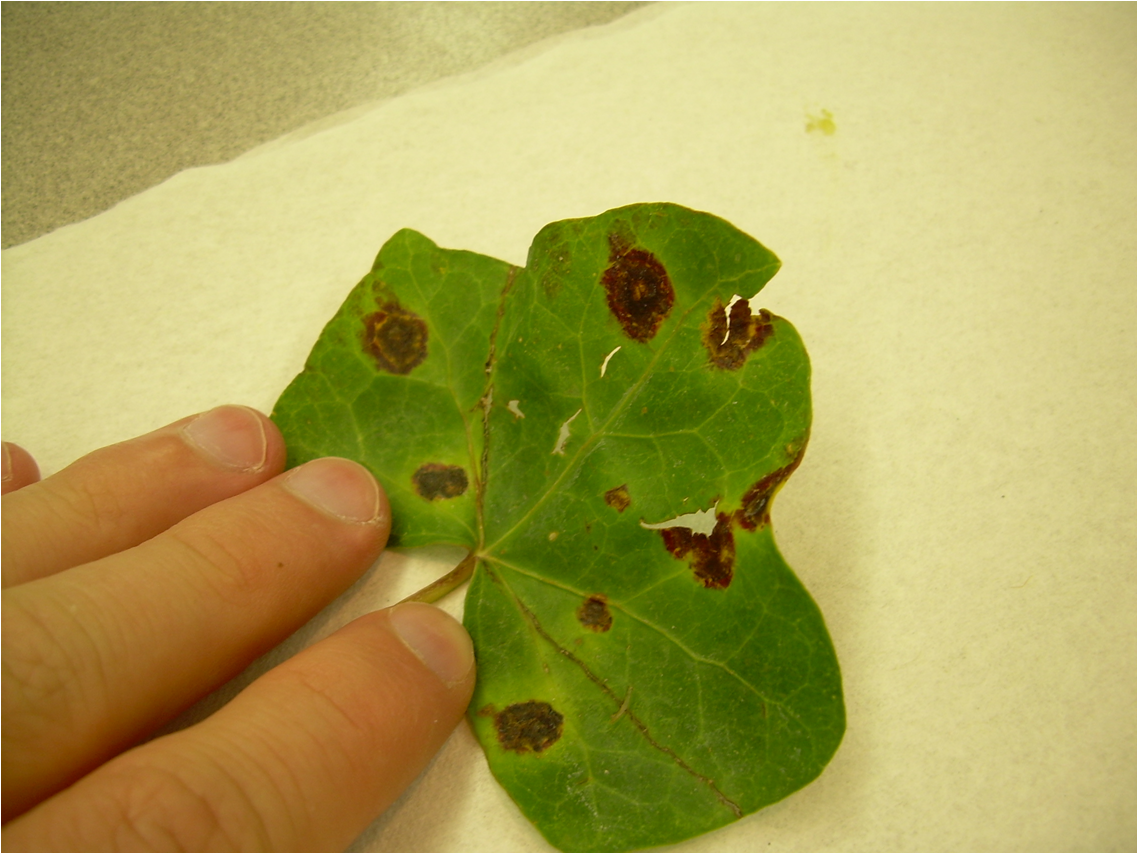
カンキツかいよう病によるセイヨウキヅタの葉の病斑

カンキツかいよう病（かんきつかいようびょう）はカンキツかいよう病菌（Xanthomonas campestris pv. citri）により引き起こされる柑橘類の病気で、世界の栽培地で広く発生している、柑橘における最重要病害のひとつである。果実、葉、枝などに発生し、被害果実の商品価値を低下させて、多発すると落葉や枝枯れ、樹勢の著しい低下を招く場合もある。

## 被害
果実、葉、枝に褐色の病斑を形成する。病斑は最初盛り上がった濃緑色の水浸状円形で、拡大するとともに頂部にザクロ状の亀裂を生じて、中央部から次第にコルク化する。葉が成熟する頃には直径2 - 5ミリメートル程度となり、病斑の周縁は幅1 - 2ミリメートルが黄色になる。春葉の展開開始期から発病し、その伝染源は越冬病斑である。病原菌は雨によって飛散し、さらに感染を広げる。病原菌の侵入は、伸長・肥大期には主として気孔からで、初夏以降は風やミカンハモグリガなどによってできた傷口から侵入する。

## 病原菌の生態
カンキツかいよう病菌は、短桿状の細菌で大きさは1.5 - 2.0×0.5 - 0.75マイクロメートル。1本の鞭毛を有する。好気性でグラム陰性、発病適温は20 - 30℃である。

## 防除方法
- 防風垣、防風樹等の防風対策を行う。特に抵抗性の弱い品種については、風当たりの少ない地形を選定する。
- ミカンハモグリガを防除する。
- 罹病枝を切除する。
- 雨よけ栽培を行う[2][3]。